# Ascoli Piceno (provincie)
De provincie Ascoli Piceno ligt in het uiterste zuiden van de regio Marche. In het noorden grenst ze aan de provincie Macerata en de provincie Fermo (vanaf 2009). Ascoli Piceno heeft bijna de helft van haar oppervlakte af moeten staan aan de nieuwe provincie Fermo. In het westen grenst ze aan de provincies Perugia (Umbria) en Rieti (Lazio). De zuidgrens wordt gevormd door de provincie Teramo in de regio Abruzzi.

## Territorium
In het westen van de provincie ligt het massief van de Sibillini. Dit behoort tot de hogere gebergten van de Apennijnen en bereikt een maximale hoogte van 2476 meter (Monte Vettore). Het is de hoogste berg van zowel de provincie als van de gehele regio Marche. Het gebergte heeft de status van nationaal park. Hier ontspringt ook de Tronto, de rivier waar de hoofdstad aan gelegen is. Ten noorden van de stad Ascoli Piceno ligt de Monte Ascensione (1103 m), een markante berg die boven de omgeving uittorent. De monumentale hoofdstad ligt op de plaats waar de Vallei van de Tronto zich verbreedt. In het gedeelte van het dal tussen de stad en de kust is veel industrie gevestigd. Aan zee ligt San Benedetto del Tronto, de tweede stad van de provincie, tevens de belangrijkste badplaats.

## Bezienswaardigheden
De provinciehoofdstad Ascoli Piceno behoort tot de mooiste steden van Italië. Het oude middeleeuwse centrum is nog bijna helemaal intact. Hoogtepunten zijn het Piazza del Popolo met het enorme Palazzo dei Capitani del Popoli en de kerk van San Francesco, de Duomo en het plein ervóór met zijn fonteinen. Verder zijn er nog een oude brug over de Tronto, de Ponte di Solesta en de resten van een Romeins theater. De andere toeristische trekpleister van de provincie is het Parco Nazionale Sibillini. De bergweiden staan bekend om hun vele soorten planten, waaronder Edelweiss. In het park ligt het kristalheldere meer Lago di Pilato, wandelbestemming van velen. Twee bergpassen brengen de automobilist een eind op weg; de Forca Canapine (1543 m.) en de Forca di Presta (1536 m.). Beide liggen op de grens met Umbria.

## Belangrijke plaatsen
- San Benedetto del Tronto (45.000 inw.)
- Grottammare (14.147 inw.)

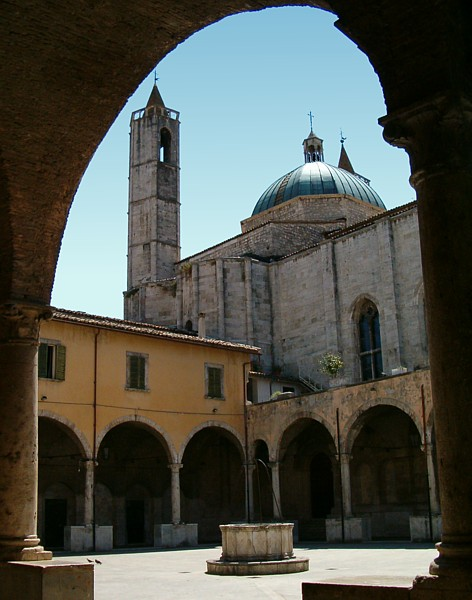
San Francesco
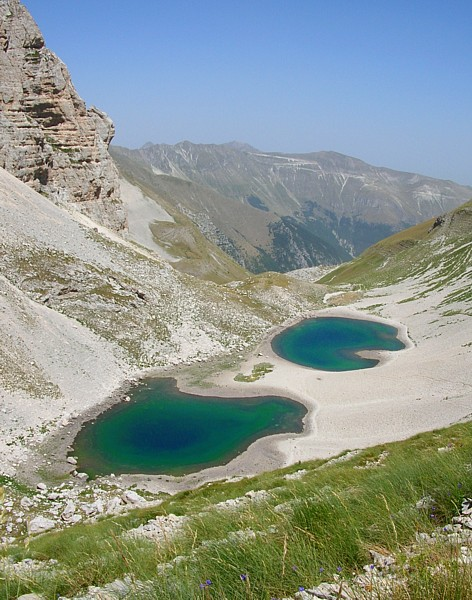
Lago di Pilato
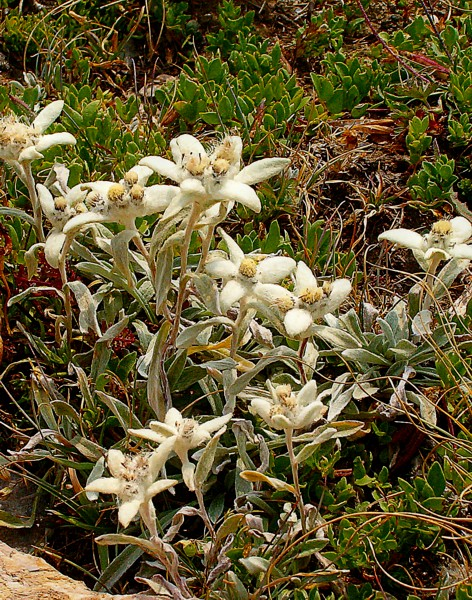
Edelweiss
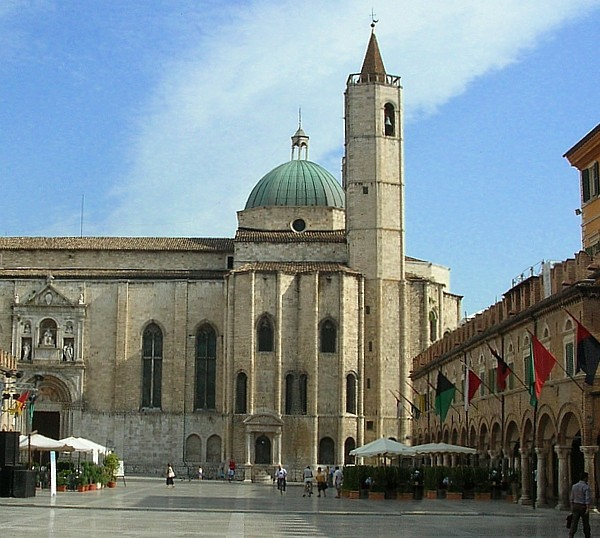
Ascoli: Piazza del Popolo